# Мать и мачеха (фильм)
«Мать и мачеха» — советский художественный фильм.

## Сюжет
В поисках лёгкой жизни Катерина отказывается от дочери, отдав её на воспитание в детский дом. Девочку удочерила простая и добрая женщина Прасковья. Через девять лет Катерина возвращается в родное село и появляется в доме, где выросла девочка.

## В ролях
- Любовь Соколова — Прасковья Павловна Лихачёва
- Нина Ургант — Катерина Овчаренко
- Николай Гриценко — Фёдор Антонович Журбенко, председатель колхоза
- Евгений Матвеев — Николай Васильевич Кругляков, заместитель председателя
- Анатолий Папанов — Филипп Смальков
- Галя Миронова — Нюра
- Елена Клюева — Мария Феоктистовна Дьяченко, колхозница
- Евгений Перов — Евсей Карпович
- Надежда Федосова — Ефросинья Смалькова, мать Филиппа
- Лилия Гурова — Полина Смалькова, сестра Филиппа
- Александр Афанасьев — Семён Варенцов, бригадир шабашников
- Ирина Бунина — агроном
- Алексей Смирнов — заведующий скотомогильником

## Создатели
- Сценарий — Георгий Радов
- Режиссёр-постановщик — Леонид Пчёлкин
- Главный оператор — Эрнст Яковлев
- Художник — Николай Суворов
- Композитор — Вениамин Баснер
- Текст песен — Р. Казаковой

## Видео
В начале 2000-х годов фильм выпущен на видеокассете студией «Ленфильм Видео».